# Размыкание цикла
Размыкание цикла (англ. loop unswitching) состоит в вынесении условия за пределы цикла и дублирования тела цикла с помещением соответствующих вариантов в соответствующие ветви условия. Это позволяет улучшить производительность за счёт того, что современные процессоры могут выполнять векторные операции (данное оптимизирующее преобразование может быть выполнено совместно с размоткой цикла, а результатом размотки, в свою очередь, являются несколько операций в итерации, производимые над последовательными участками памяти, которые можно заменить одной векторной, если это позволяет архитектура; так, например, делается в ICC). Кроме того, это позволяет более эффективно выполнить цикл параллельно. 

## Пример преобразования
```
for
 
(
i
 
=
 
0
;
 
i
 
<
 
1000
;
 
i
++
)

{

    
x
[
i
]
 
+=
 
y
[
i
];

   

    
if
 
(
w
)

    
{

        
y
[
i
]
 
=
 
0
;

    
}

}

```

Условие внутри тела цикла мешает его распараллеливанию. После размыкания оно принимает следующий вид:
```
if
 
(
w
)

{

    
for
 
(
i
 
=
 
0
;
 
i
 
<
 
1000
;
 
i
++
)

    
{

        
x
[
i
]
 
+=
 
y
[
i
];

        
y
[
i
]
 
=
 
0
;

    
}

}

else

{

    
for
 
(
i
 
=
 
0
;
 
i
 
<
 
1000
;
 
i
++
)

    
{

        
x
[
i
]
 
+=
 
y
[
i
];

    
}

}

```

Каждый из полученных циклов может, в свою очередь, быть оптимизирован отдельно.